# Denver S. Church
Denver Samuel Church (ur. 11 grudnia 1862 w Folsom, zm. 21 lutego 1952 we Fresno) – amerykański polityk, członek Partii Demokratycznej.

## Działalność polityczna
W okresie od 4 marca 1913 do 3 marca 1919 przez trzy kadencje był przedstawicielem 7. okręgu, a od 4 marca 1933 do 3 stycznia 1935 przez jedną kadencję przedstawicielem 9. okręgu wyborczego w stanie Kalifornia w Izbie Reprezentantów Stanów Zjednoczonych.